# 鶴田吾郎
鶴田 吾郎（つるた ごろう、1890年7月8日 - 1969年1月6日）は、日本の画家（洋画家）、版画家。日本美術展覧会会員。

## 概要
東京に生まれる。早稲田中学を中退したのち、まず倉田白羊の白羊洋画研究所に入り、洋画を学んでいる。その後、白馬会洋画研究所に入門し、さらに太平洋画会研究所に移って中村不折に師事して油絵を学んでいる。示現会に所属。
1910年（明治43年）、味の素株式会社広告部に勤務した後、1912年（大正元年）には京城日報社に入社し、翌1913年（大正2年）から1920年（大正9年）まで朝鮮、満洲大連、ハルピン及びシベリアに滞在していた。その間、1915年（大正4年）に川端龍子とともにスケッチ倶楽部を創設し、1917年に版画集『スケッチクラブ画集』（高坂栄之助摺）を出版、通信教育の講義録を担当している。日本国内を始め中国、ロシア、ヨーロッパなどを旅行、風景画を多数制作した。1920年の帰国後、第2回の帝展に「盲目のエロシェンコ像」が入選する。これ以降、帝展、文展及び日展において活躍した。文展では審査員を務めた。また、1926年（大正15年）頃から加藤版画店で「九十九里の漁夫」など新版画の作品を発表している。
1937年（昭和12年）から1940年（昭和15年）までの間、風刺版画の雑誌『カリカレ』に素描やスケッチなどのほか、文章を掲載した。1938年（昭和13年）頃、ステンシルを研究していた。
1939年（昭和14年）、陸軍美術協会の設立に向けて発起人の一人となり、第二次世界大戦（太平洋戦争）中の1942年（昭和17年）には、「空の神兵」と謳われた帝国陸軍落下傘部隊のパレンバン空挺作戦における活躍を描いた戦争画『神兵パレンバンに降下す』を発表。大戦後は日本国内を旅行、各地国立公園の風景を描いており、日本国立公園シリーズ30点を完成させるとともに、日本山林美術協会を創設、自らその代表を務めている。

## 作品
- 「太平峠（信州）」木版画　加藤潤二版画店版　1936年（昭和11年）
- 「諏訪の森の富士」木版画　加藤潤二版画店版　1936年（昭和11年）
- 「九十九里の漁夫」木版画　加藤潤二版画店版　1936年（昭和11年）

## 著書
- 『素描の旅』、木星社書院、1931年
- 『済州島の自然と風物』、中央朝鮮協会、1935年
- 『半世紀の素描』、中央公論美術出版、1982年